# Ribua
Ribua, rod leptira u porodici Pyralidae. Postoje 4 priznate vrste

## Vrste
- Ribua contigua Heinrich, 1956
- Ribua droozi Neunzig, 1990
- Ribua innoxia Heinrich, 1940
- Ribua patriciella Dyar, 1918